# Roger Schaeder
Nils Roger Schaeder, född 11 augusti 1950, är en svensk förläggare vid serietidningsförlaget Formatic Press och utgivare av serietidningen SeriePressen Comic Magazine, utgiven 1993-1994 i elva nummer. 1993 lanserades SeriePressen Comic Magazine av Roger Schaeder som återupplivat såväl serietidningstiteln Seriepressen som det gamla förlagsnamnet Formatic Press.
Den tidigare Serie-Pressen utgavs av förlaget Saxon & Lindströms förlag 1971–1972. Det tidigare förlaget Formatic Press etablerade sig med SerieNytt 1957, och utgav 1962–1964 ett antal nya serietidningar i stort format, med titlar som Allan Kämpe, Blixt Gordon, Ben Bolt, Buzz Cooper och Mandrake.
”Nya” SeriePressen innehöll både gamla och nya skämtserier, till exempel Adamson, Familjen Flax, JP Krax, Sams serie, Baby Blues, Barockt, Adam, Sveryda, Krazy Kat, Jan Romares serier från Dagens Nyheter, Pyton, Himlens änglar och Haspen är lös, men även serier som Buz Sawyer gjorde gästspel. Utgivningen upphörde i början av 1994 efter elva utgivna nummer, varav tio nummer 1993 och ett 1994. Inom ramen för utgivningen rymdes också SeriePressen Minialbum, som utkom i pocketutgåva 1994 helt tillägnad serien Barockt av Bruce Beattie.
Redan på 70-talet var Schaeder utgivare av Serie Special och idag är Schaeder utgivare av webbplatsen och bloggen Rogers Seriemagasin.

### Källförteckning
- ”Roger Schaeder - Seriewikin”. Seriewikin. Seriefrämjandet. 20 juni 2019. https://seriewikin.serieframjandet.se/index.php/Roger_Schaeder. Läst 20 juni 2019.
- ”Rogers Seriemagasin - Seriewikin”. Seriewikin. Seriefrämjandet. 20 juni 2019. https://seriewikin.serieframjandet.se/index.php/Rogers_Seriemagasin. Läst 20 juni 2019.
- ”Rogers Schaeder - LinkedIn”. LinkedIn. LinkedIn. 23 juni 2019. https://www.linkedin.com/search/results/all/?keywords=Formatic%20Press%20Comic%20Magazine%20Publishing. Läst 23 juni 2019.
- ”SerieSpecial - Seriesam”. Seriesam. Seriesam. 23 juni 2019. https://www.seriesam.com/cgi-bin/guide?s=Serie+Special+(1976). Läst 23 juni 2019.
- ”SeriePressen - Seriesam”. Seriesam. Seriesam. 23 juni 2019. https://www.seriesam.com/cgi-bin/guide?s=SeriePressen. Läst 23 juni 2019.
- ”SerieSpecial - Comics.org”. Grand Comics Database. Comics.org. 23 juni 2019. https://www.comics.org/series/9262/. Läst 23 juni 2019.
- ”SeriePressen - Comics.org”. Grand Comics Database. Comics.org. 1 januari 2021. https://www.comics.org/series/8859/. Läst 1 januari 2021.